# Herman Fouche
Herman Fouche (* 30. März 1987) ist ein südafrikanischer Radrennfahrer.
2007 und 2009 gewann Herman Fouche das südafrikanische Rennen Pick 'n Pay 94.7 Cycle Challenge. Nach seinem Sieg im Jahr 2009 wurde er positiv auf Epitestosteron getestet und wegen Dopings für zwei Jahre gesperrt. Von seinem damaligen Team Stegcomputer-Neotel wurde er daraufhin entlassen.
Bei den Afrikanischen Straßenradmeisterschaften 2011 belegte Fouche Platz zwei im Mannschaftszeitfahren, gemeinsam mit  Reinardt Janse van Rensburg, Louis Meintjes und Jacobus Venter.

## Erfolge
2011
- Afrikameisterschaft – Mannschaftszeitfahren

2014
- eine Etappe Mzansi Tour

## Teams
- 2006–2008 Konica Minolta
- 2009 Stegcomputer-Neotel

- 2012 Team Bonitas
- 2013 Team Bonitas / Team Martigues SC-Vivelo
- 2014 Bonitas Pro Cycling